# Lose
Lose (dansk) eller Loose (tysk) er en landsby og kommune beliggende cirka 8 kilometer nordøst for Egernførde på halvøen Svans i Sydslesvig. Administrativt hører kommunen under Rendsborg-Egernførde kreds i den tyske delstat Slesvig-Holsten. Kommunen samarbejder på administrativt plan med andre kommuner i omegnen i Slien-Østersø kommunefællesskab (Amt Schlei-Ostsee). I kirkelig henseende hører Lose under under Risby Sogn. Sognet lå i Risby Herred (Slesvig), da området var dansk.
Landsbyen inddeles i selve Lose og Loså. Lose blev første gang nævnt i 1339 som in uilla Losæ, hvor landsbyen hørte under Sakstrup gods. Stednavnet er enten afledt af løg (oldnordisk laukr) og sø eller af hlose for skur, stald eller af nedertysk lose for vandgrav.
Til kommunen hører bebyggelserne Grøndal (på tysk Gründahl), Ileved (Ilewitt), Kasmarkgaard (Kasmarkhof), Kommherut, Lillerød (Lüttrott), Mosbjerg Mølle (Mohrbergmühle), Rosahl, Thorsrye (Tolsrüh) og gårdene Kasmark, Charlotten-, Erichs- og Osterhof. Gårdene og Ileved var oprindelig mejerigårde (hollænderier), som hørte under Sakstrup gods. 1,6 km nordøst for landsbyen ligger Lose dysse fra yngre stenalder.